# Velîkokomarivka, Rozdilna
Velîkokomarivka (în ucraineană Великокомарівка, în germană Kassel) este un sat în comuna Velîka Mîhailivka din raionul Rozdilna, regiunea Odesa, Ucraina. Satul a fost locuit de germanii pontici.

## Demografie
Componența lingvistică a localității Velîkokomarivka
     Ucraineană (86,38%)
     Rusă (8,76%)
     Română (3,05%)
     Alte limbi (0,79%)
Conform recensământului din 2001, majoritatea populației localității Velîkokomarivka era vorbitoare de ucraineană (86,38%), existând în minoritate și vorbitori de rusă (8,76%) și română (3,05%).